# Personligt værnemiddel
Et personligt værnemiddel er et stykke sikkerhedsudstyr, det kan være til beskyttelse i håndværk eller industri - og et middel, der skal beskytte mennesker som sundhedspersonale imod smitte med mikroorganismer - og forhindre i at videregive smitte.
Personlige værnemidler inden for sundhedssektoren kan være forklæder, kitler, ansigtsmaske, mundbind, visir, handsker og håndsprit.
Mundbind kan bestå af flere lag (typisk 3) og kan frafiltrere bakterier og partikler med en effektivitet på op til 99%. Et mundbinds effektivitet afhænger af kvaliteten og om mundbindet anvendes korrekt.

## Coronakrisen
I den tyske by Jena er det bestemt, at borgere skal bære mundbind, når de handler og bruger offentlig transport.
I Jena har frivillige i sammenslutningen "Wir für Jena" har produceret 8.500 mundbind til byens sundheds- og plejepersonale.
I Danmark var der mangel på personlige værnemidler til at beskytte sundhedspersonalet under coronakrisen.

## Personlige værnemidler i håndværk og industri samt undervisning
Inden for håndværk og industri er et personligt værnemiddel en indretning, der forhindrer arbejdere i at komme fysisk til skade. Det kan være afskærmning af farlige maskindele (fx en skærm over en rundsavsklinge), men også et fremføringsredskab (en »skubber«), så man ikke får fingrene for tæt på klingen.
I skolen bruger man personlige værnemidler i sløjd og fysik/kemi og andre fag, hvor lærere og elever kommer i kontakt med maskiner og kemikalier.
Ved brug af motorkædesav anvendes personlige værnemidler som beskyttelseshjelm, høreværn, øjenværn (sikkerhedsbriller eller Visir), bukser og fodtøj med skæreindlæg. I kemiske laboratorier benyttes øjenværn, handsker og kitler eller forklæder. I sløjd skal der være udsugning, så man kan undgå åndedrætsværn med støvfilter. Man taler også om procesventilation.
Lærere i fysik/kemi, sløjd og håndværk og design i folkeskolen skal have bestået et sikkerhedskursus som forudsætning for deres virke. Personlige værnemidler er et centralt emne i sikkerhedskurset.